# Peter Fabuš
Peter Fabuš (ur. 15 lipca 1979 w Ilavie) – słowacki hokeista, reprezentant Słowacji, trener.

## Kariera zawodnicza
- HK Spartak Dubnica nad Váhom (1996-1998)
- MsHK Žilina (1998-1999)
- HC Dukla Trenczyn (1999-2001)
- Springfield Falcons (2001-2003)
- HC Dukla Trenczyn (2003-2005)
  -  ŠHK 37 Piešťany (2004/2005)
- Mora IK (2005)
- HC Oceláři Trzyniec (2005-2006)
- HC Pilzno 1929 (2006-2009)
- BK Mladá Boleslav (2009-2010)
- HC Košice (2010-2011)
- HC Dukla Trenczyn (2011-2012)
- HK Nioman Grodno (2012-2013)
- Jertys Pawłodar (2013-2017)
- HSC Csíkszereda (2017-2018)
- JKH GKS Jastrzębie (2018-2019)
- Hull Pirates (2019-2020)
- MHK Dubnica nad Váhom (2020)

Początkowo grał w macierzystym klubie z Dubnicy nad Váhom oraz w barwach drużyn MsHK Žilina i Dukli Trenczyn w słowackiej ekstralidze i 1. lidze. W drafcie NHL z 2000 został wybrany przez Phoenix Coyotes, po czym w sezonie 2001/2002 wyjechał do USA i do 2003 występował w zespole farmerskim, Springfield Falcons, w rozgrywkach AHL. Po powrocie do Europy w kolejnych latach był zawodnikiem ekip w rozgrywkach ekstralidze słowackiej, szwedzkiej Elitserien, czeskiej ekstraligi, białoruskiej ekstraligi, lidze kazachskiej, ligi rumuńskiej. W sierpniu 2018 został zaangażowany przez JKH GKS Jastrzębie w rozgrywkach Polskiej Hokej Ligi. W lipcu 2019 ogłoszono jego transfer do angielskiej drużyny Hull Pirates z rozgrywek NIHL, skąd odszedł na początku stycznia 2020. Sezon dokończył w Dubnicy.
Uczestniczył w turnieju mistrzostw świata edycji 2008. 

## Kariera trenerska
- Słowacja do lat 20 II (2022-), asystent trenera

## Sukcesy
Klubowe
- Brązowy medal 1. ligi słowackiej: 1998 z HK Spartak Dubnica nad Váhom
- Brązowy medal mistrzostw Słowacji: 2000, 2005, 2012 z Duklą Trenczyn
- Srebrny medal mistrzostw Słowacji: 2001 z Duklą Trenczyn
- Złoty medal mistrzostw Słowacji: 2004 z Duklą Trenczyn, 2011 z HC Košice
- Złoty medal mistrzostw Białorusi: 2013 z Niomanem Grodno
- Złoty medal mistrzostw Kazachstanu: 2014, 2015 z Jertysem Pawłodar
- Puchar Kazachstanu: 2014 z Jertysem Pawłodar
- Puchar Polski: 2018 z JKH GKS Jastrzębie

Indywidualne
- Ekstraliga słowacka (2000/2001): skład gwiazd sezonu
- Ekstraliga słowacka (2003/2004): skład gwiazd sezonu